# Ambrose Ochigbo
Ambrose Ochigbo, né le 20 novembre 2005 au Nigeria, est un footballeur nigérian évoluant au poste de milieu de terrain au club d'Al-Kholood,.

## Biographie
Ambrose Ochigbo commence sa carrière professionnelle au Nigeria avec le club de FC One Rocket avant de rejoindre l'ES Zarzis en Tunisie
Le 25 janvier 2025, il est prêté au club saoudien d'Al-Kholood,.

## Statistiques
| Club                  | Saison                | Championnat | Championnat | Coupe  | Coupe | Coupe de la Ligue | Coupe de la Ligue | Autres compétitions | Autres compétitions | Total  | Total |
| Club                  | Saison                | Matchs      | Buts        | Matchs | Buts  | Matchs            | Buts              | Matchs              | Buts                | Matchs | Buts  |
| --------------------- | --------------------- | ----------- | ----------- | ------ | ----- | ----------------- | ----------------- | ------------------- | ------------------- | ------ | ----- |
| FC One Rocket         | 2022-2024             | ?           | ?           | ?      | ?     | ?                 | ?                 | ?                   | ?                   | ?      | ?     |
| ES Zarzis             | 2024-2025             | 15          | 1           | ?      | ?     | ?                 | ?                 | —                   | —                   | 15     | 1     |
| Al-Kholood (prêt)     | 2025                  | 6           | 0           | ?      | ?     | ?                 | ?                 | —                   | —                   | 6      | 0     |
| Total sur la carrière | Total sur la carrière | 21          | 1           | ?      | ?     | ?                 | ?                 | ?                   | ?                   | 21     | 1     |